# P2RY10
P2RY10 (англ. Purinergic receptor P2Y10) – білок, який кодується однойменним геном, розташованим у людей на X-хромосомі. Довжина поліпептидного ланцюга білка становить 339 амінокислот, а молекулярна маса — 38 774.
| 10         |  | 20         |  | 30         |  | 40         |  | 50         |
| ---------- |  | ---------- |  | ---------- |  | ---------- |  | ---------- |
| MANLDKYTET |  | FKMGSNSTST |  | AEIYCNVTNV |  | KFQYSLYATT |  | YILIFIPGLL |
| ANSAALWVLC |  | RFISKKNKAI |  | IFMINLSVAD |  | LAHVLSLPLR |  | IYYYISHHWP |
| FQRALCLLCF |  | YLKYLNMYAS |  | ICFLTCISLQ |  | RCFFLLKPFR |  | ARDWKRRYDV |
| GISAAIWIVV |  | GTACLPFPIL |  | RSTDLNNNKS |  | CFADLGYKQM |  | NAVALVGMIT |
| VAELAGFVIP |  | VIIIAWCTWK |  | TTISLRQPPM |  | AFQGISERQK |  | ALRMVFMCAA |
| VFFICFTPYH |  | INFIFYTMVK |  | ETIISSCPVV |  | RIALYFHPFC |  | LCLASLCCLL |
| DPILYYFMAS |  | EFRDQLSRHG |  | SSVTRSRLMS |  | KESGSSMIG  |  |            |

A: Аланін

C: Цистеїн

D: Аспарагінова кислота

E: Глутамінова кислота

F: Фенілаланін

G: Гліцин

H: Гістидин

I: Ізолейцин

K: Лізин

L: Лейцин

M: Метіонін

N: Аспарагін

P: Пролін

Q: Глутамін

R: Аргінін

S: Серин

T: Треонін

V: Валін

W: Триптофан

Кодований геном білок за функціями належить до рецепторів, g-білокспряжених рецепторів, білків внутрішньоклітинного сигналінгу. 
Локалізований у клітинній мембрані, мембрані.